# رشدي المهدي
رشدي المهدي (21 أبريل 1928 - 22 يونيو 2002)، ممثل مصري. اسمه محمد رشاد محمد المهدي، ترك دراسة الهندسة في جامعة عين شمس من اجل التمثيل. ثم انضم إلى فرقة إسماعيل يس.شارك في العديد من الأفلام والمسلسلات

## أعماله
- 2001:  اللحظات التي اختفت

## وفاته
توفي في 22 يونيو من عام 2002 عن عمر يناهز 74 عاما

## روابط خارجية
- رشدي المهدي على موقع الدهليز
- رشدي المهدي على موقع قاعدة بيانات الأفلام العربية